# Meer- en minderwerk
Meer- en minderwerk zijn twee termen uit de bouw en civiele techniek, waarmee een overzicht van alle niet voorziene veranderingen in een (nieuwbouw) project worden aangeduid. Voor meerwerk moeten extra uitgaven worden gedaan. Voor minderwerk kan een bedrag terug worden gekregen. Het gaat om meer of minder werk dan in de begroting, de aanbieding, de offerte of de bouwcalculatie is opgenomen. Bijvoorbeeld er wordt meer tegelwerk in m2) uitgevoerd dan begroot. Feitelijk gaat het niet om werkzaamheden die niet in de begroting staan. Als er werkzaamheden moeten worden uitgevoerd die niet in de begroting staan heet dat ander of nieuw werk. Daarvoor moet dan eerst een (meer- en minderwerk)calculatie worden opgesteld.
Tijdens de bouw van een nieuwbouwwoning kan de aannemer diverse dingen aanbrengen, veranderen of wijzigen, zoals het plaatsen van een dakkapel, een uitgebreide keuken of een luxe badkamer. Ook kan de consument kiezen om bepaalde dingen niet te laten uitvoeren, bijvoorbeeld omdat de koper een eigen keuken wil plaatsen in plaats van de standaard keuken. Hierbij is het van belang dat vooraf duidelijk is welke prijs de aannemer voor de verschillende zaken gaat vragen.

## Meerwerk
Meerwerk is het werk dat de aannemer meer uitvoert dan in aantallen in bestek of tekening of in de begroting staat. Meerwerk wordt uitgevoerd omdat in het werk blijkt of gevraagd wordt meer werk uit te voeren dan van tevoren bedacht en begroot. Dit kan vanwege een fout zijn (meetfout) maar ook een uitdrukkelijke wens.
Voor een nieuwbouwwoning biedt de aannemer doorgaans een lijst met standaard meer- en minderwerk aan. Dit betreft (geprijsde) opties die door de meeste nieuwbouwkopers gewenst zijn, zoals het toevoegen van een wandcontactdoos, het veranderen van de draairichting van een deur of het aanbrengen van een buitenkraan.
Volgens Vereniging Eigen Huis zijn de kosten van meerwerk door de bouwer relatief hoog. Dat zou komen doordat de koper aan de bouwer is gebonden en de bouwer geen concurrentie heeft te vrezen. De korting voor minderwerk is meestal veel te laag.

## Minderwerk
Minderwerk is het werk dat de aannemer minder uitvoert dan in aantallen in bestek of tekening of in de begroting staat. Minderwerk wordt uitgevoerd omdat in het werk blijkt of gevraagd wordt minder werk uit te voeren dan van tevoren bedacht. Dit kan vanwege een fout zijn (meetfout) maar ook een uitdrukkelijke wens. De mate waarin de aannemer geld terug geeft voor minderwerk is afhankelijk van de besparing die de aannemer werkelijk ook kan maken. Bij reeds ingekocht, specifiek materiaal (bijvoorbeeld speciaal tegelwerk of een geprefabriceerd constructieonderdeel) is het teruggeven van geld een lastige zaak.
Minderwerk bij een nieuwbouwwoning betreft opties die bijvoorbeeld wel in het bestek etc. staan, maar kunnen vervallen. Minderwerk kan voorafgaand aan de opdracht als optie in het bestek zijn opgenomen, in de weg- en waterbouw wordt meer- of minderwerk vaak veroorzaakt door onvoorziene omstandigheden of afwijkingen in hoeveelheden.
Doorgaans krijgt men dan een bedrag retour, omdat hiermee werk niet hoeft te worden uitgevoerd, of omdat materiaal niet aangekocht hoeft te worden.
Voorbeelden van minderwerk bij nieuwbouwwoningen zijn het casco opleveren van de badkamer of keuken.

## Verschil
Consumenten, kopers van nieuwbouwwoningen, klagen doorgaans dat voor meerwerk heel hoge prijzen worden gerekend, terwijl voor minderwerk slechts de kostprijs wordt terugbetaald. Dit verschil is echter wel te verklaren doordat er in het geval van minderwerk wel kosten gemaakt worden door de aannemer, zoals administratie of in ieder geval een calculatie bij de inschrijving. Meerwerk kost vaak extra omdat de aannemer wat meer kosten heeft voor werkvoorbereiding of oponthoud in het bouwproces.
Het is overigens wel regelmatig zo dat een aannemer een hoger bedrag vraagt voor meerwerk dan wanneer hij het werk op basis van inschrijving zou moeten verwerven.